# UTC-03:00

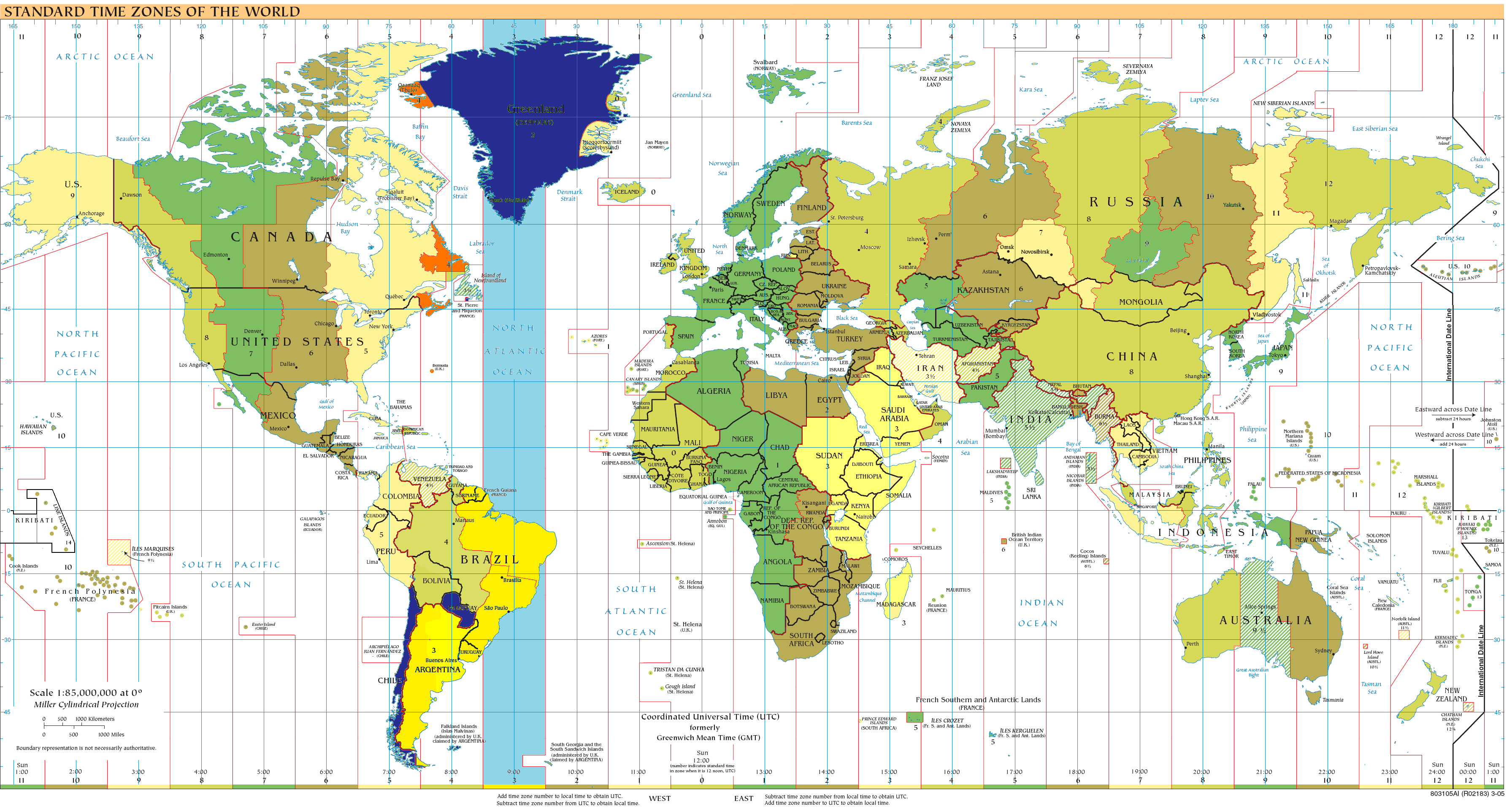
UTC-03:00

UTC-03:00 (P – Papa) – strefa czasowa, odpowiadająca czasowi słonecznemu południka 45°W.
W strefie znajduje się m.in. Belo Horizonte, Buenos Aires, Montevideo, Paramaribo, Rio de Janeiro i São Paulo.

## Strefa całoroczna
Ameryka Południowa:
- Argentyna
- Brazylia (Dystrykt Federalny oraz stany Alagoas, Amapá, Bahia, Ceará, Espírito Santo, Goiás, Maranhão, Minas Gerais, Pará, Paraíba, Parana, Pernambuco, Piauí, Rio de Janeiro, Rio Grande do Norte, Rio Grande do Sul, Santa Catarina, Sergipe, São Paulo i Tocantins)
- Falklandy
- Gujana Francuska
- Paragwaj
- Surinam
- Urugwaj

## Czas standardowy (zimowy) na półkuli północnej
Ameryka Północna:
- Saint-Pierre i Miquelon

## Czas letni na półkuli północnej
Ameryka Północna:
- Bermudy
- Grenlandia (Qaanaaq i okolice)
- Kanada (prowincje Nowa Szkocja, Nowy Brunszwik i Wyspa Księcia Edwarda oraz część prowincji Nowa Fundlandia i Labrador: Labradoru bez południowo-wschodniego wybrzeża)

## Czas letni na półkuli południowej
Ameryka Południowa:
- Chile (bez Wyspy Wielkanocnej)